# Веллингтонбридж (станция)
Веллингтонбридж — железнодорожная станция, открытая 1 августа 1906 года и обеспечивающая транспортной связью одноимённую деревню в графстве Уэксфорд, Республика Ирландия. На станции сдвоенная островная платформа и дополнительный путь для обгона. Ранее на станции работал грузовой двор, на котором формировались товарные составы с различными грузами, включая гудрон и сахарную свеклу.